# Arctosa picturella
Arctosa picturella là một loài nhện trong họ Lycosidae.
Loài này thuộc chi Arctosa. Arctosa picturella được Embrik Strand miêu tả năm 1906.